# Жан Шопфер
Жан Шопфер (28 травня 1868 — 9 січня 1931) — французький тенісист і письменник, відомий під псевдонімом Клод Ане.

## Біографія
Жан Шопфер двічі доходив до фіналу на Відкритому чемпіонаті Франції з тенісу — у 1892 він переміг англійця на прізвище Фассит, а у 1893 році поступився співвітчизнику Лорану Рібуле.
Освіту Шопфер отримав у Сорбонні та в інституті École du Louvre. У 1899 він почав писати книжки під псевдонімом Клод Ане. Серед іншого, він написав книги Російська революція після подорожі до Російської імперії під час Першої Світової війни, Меєрлінг, в основу якої ліг Меєрлінзький інцидент та біографію тенісистки Сюзанн Ленглен , ім'я якої зараз носить один із двох центральних кортів на стадіоні Ролан Гаррос.
Його оповідання 1920 року Російська дівчина Аріана багато разів екранізувалося, у тому числі, за його мотивами знято фільм Кохання після полудня.

## Фінали турнірів Великого шолома

### Одиночний розряд
| Статус     | Рік  | Турнір                     | Покриття | Суперник у фіналі   | Рахунок у фіналі |
| Переможець | 1892 | Чемпіонат Франції з тенісу | Трава    | Френсіс Луїс Фассит | 6–2, 1–6, 6–2    |
| Фіналіст   | 1893 | Чемпіонат Франції з тенісу | Трава    | Лоран Рібуле        | 6–3, 6–3         |

## Кіноадаптації
- 1931: Аріан, режисер Пауль Циннер (німецька версія)
- 1932:  Аріана, російська дівчина, режисер Пауль Циннер (французька версія)
- 1936:  Майєрлінґ, режисер Анатоль Літвак
- 1957: Кохання пополудні, режисер Біллі Вайлдер
- 1968: Майєрлінг, режисер Теренс Янг